# Federazione Italiana Sport del Ghiaccio
Federazione Italiana Sport del Ghiaccio (FISG) bildades 1926 och ordnar med organiserad issport i Italien. FISG är medlem av International Ice Hockey Federation (IIHF) och International Skating Union (ISU).
Italien inträdde den 24 januari 1924 i IIHF.

## Historik
Det första italienska issport förbundet bildades 1926 i Milano genom sammanslagning av tre tidigare förbund, de för bob, skridskoåkning och ishockey. 1933 gick FISG samman med Italienska skidförbundet och skapade Federazione Italiana Sport Invernali (FISI)), med huvudkontor i Rom.
Efter andra världskriget, då de italienska idrottsorganisationerna ombildades, skildes ishockeyn och skidåkningen från skridskoåkningen. 1952 gick ishockeyn och skridskoåkningen återigen samman, och blev Federazione Italiana Sport del Ghiaccio.

### Fotnoter
1. ↑  ”Italy”. International Ice Hockey Federation. http://www.iihf.com/iihf-home/countries/italy.html. Läst 9 april 2012.